# حزب اسلامی ترکستان
حزب اسلامی ترکستان یک سازمان افراط‌گرای اسلامی است که توسط تندروان اویغور در غرب چین تأسیس شده است و در فهرست سازمان‌های تروریستی  می‌باشد. چین، حزب اسلامی ترکستان را تهدیدی برای امنیت ملی‌اش می‌داند.
اتحادیه اروپا، آمریکا، بریتانیا، روسیه و پاکستان آن را یک گروه تروریستی می‌دانند. هدف این گروه ایجاد دولت مستقل ترکستان شرقی در سین کیانگ است. مرکز حزب اسلامی ترکستان در زمان حاکمیت طالبان، در کابل بود و روابط نزدیکی با القاعده داشت. عده با داعش نیز روابط دارند.

## پیشینه جنبش سلامی
طبق که معلوم است کشور چین تحت اداره دولت کمونیستی چین اداره می‌شود. ترکستان شرقی با داشتن ۲۴٫۸۷۰ میلیون نفوس همه مسلمان هستند. عده از مسلمانان از چنین نظام خوش شان نمی‌آمد. اولین جنبش ترکستان شرقی در سال ۱۹۳۳ الی ۱۹۳۴ رخ داد. این جنبش از طرف سکولاریست‌ها رهبری می‌شد آنها شعارهای علیه کمونیستها می‌دادند. این جبش از طرف کدام سازمان اسلامی رهبری نمی‌شد بالاخره ارتش چین این گروه را نابود نمود. در جریان جنگ افغانستان با شوروی تعدادی از جوانان ایغور به پاکستان آمده در آنجا تحصیلات دینی دیدند. عده از آنها تعلیمات نظامی دیده به کشور چین اعزام شدند. حزب اسلامی ایغورها در شال ۱۹۹۰ در پاکستان و افغانستان شکل گرفت ولی در ترکستان شرقی هنوز ایجاد نشده بود. تا آنکه. «جنبش اسلامی ترکستان شرقی» در سال ۱۹۹۷ توسط «حسن معصوم» رسماً بنیانگذاری شد. بعداً معصوم که در سال ۲۰۰۳ در وزیرستان پاکستان کشته شد. هدف این گروه تشکیل یک دولت مستقل به نام «ترکستان شرقی» می‌باشد. که بتواند جایگزین پیکن شود. اکثر نیروهای عضو این جنبش در ولایت سین‌کیانگ چین حضور دارند اما حوزه فعالیت این گروه تروریستی تنها به چین خلاصه نشده و مناطقی از کشورهای افغانستان، سوریه و روسیه را شامل می‌شود. طی درگیری‌های سال‌های اخیر در ولایت سین کیانگ میان شبه نظامیان ETIP و نیروهای امنیتی چین و مردم چینی‌تبار نژاد هون تا کنون هزاران نفر کشته و زخمی شده‌اند
در سال ۲۰۲۰، ایالات متحده آمریکا نام این جنبش را از فهرست سازمان‌های تروریستی حذف کرد. این گروه و رابطه آن بنیادگرایان مسلمان، نگرانی‌های چین را دربارهٔ افزایش تهدیدات تروریستی در این کشور افزایش داده است‎.
چندی پیش، ملا عبدالغنی برادر رهبر سیاسی ارشد طالبان، بار دیگر در شهر تیانجین چین متعهد شد که هرگز به هیچ نیرویی اجازه نخواهد داد تا دست به اقدامات خرابکارانه علیه چین بزند. «سهیل شاهین» سخنگوی طالبان افغانستان نیز در گفتگوی اختصاصی با «گلوبال تایمز» عنوان کرد که بسیاری از اعضای ‏ «جنبش اسلامی ترکستان شرقی» خاک افغانستان را ترک کرده‌اند چون طالبان به آنها اعلام کرده است نباید از خاک افغانستان برای انجام حملات علیه سایر کشورها استفاده شود. در همین حال، «وانگ یی» وزیر خارجه چین هم از طالبان خواسته بود تا نیروهای این جنبش را که خارج از استان سین کیانگ مستقر هستند سرکوب کند. ولی قرار معلوم طالبان در خفا به وعده خود وفا نکرده است.

## رهبران این گروه
در اکتبر ۲۰۰۸، وزارت امنیت عمومی چین فهرستی را از هشت تروریست مربوط به ترکستان شرقی را منتشر کرد. که تعدادی زیادی ازین رهبران کشته شده‌اند. که عبارتند از عبدالحق، ابوعبدرالمان، سیف‌الله، عبدالجبار، عبدالعلی، میترسون عبدالخالق انسارول نجم الدین، سعید، عبدالجلیل احمد عبداله پنجاب، مباتر نوراله یا تورسن توتی است.

## ساختمان این گروه
این سازمان توسط عبدالحق ترکستانی امیر گروه و رهبر مجلس شورا رهبری می‌شود. این شورا همچنین شامل یک معاون امیر و روسای حداقل سه نفری است: که این روسا بخش آموزش دینی، بخش امور نظامی و مرکز اطلاعات و استخبارات را در پیش دارند. همچنان این گروه یک نفر را مسول لوژستیک نیز دارد.

## میدیا این گروه
درسال ۲۰۰۸ با انتشار صوتی میدیا بنام صدای حزب اسلامی ترکستان شروع به فعالیت نمود.

## زمینه‌سازی طالبان به این گروه
طبق گزارش اخیر شورای امنیت سازمان ملل، «جنبش اسلامی ترکستان شرقی» حدود ۵۰۰ ‏جنگجو در شمال افغانستان دارد که غالباً در ولایت بدخشان مستقر هستند؛ ‏منطقه‌ای که از طریق «کریدور واخان» به استان سین کیانگ چین متصل می‌شود. ‏هر چند در حال حاضر، بخش عمده ولایت بدخشان در کنترل طالبان است اما طبق برخی گزارش‌ها، شمار جنگجویان تاجیک، ازبک، اویغور و چچنی که در صفوف نیروهای عادی و محلی طالبان هستند، بیشتر از جنگجویان پشتون است. با توجه به این وضعیت، ندادن پناهگاه به چنین نیروهای وفاداری، بسیار برای رهبران ارشد طالبان چالش‌برانگیز خواهد شد‎.
طور که معلوم است «جنبش اسلامی ترکستان شرقی» از سال ۱۹۹۰ در افغانستان مشغول به فعالیت بوده است و ارتباط قوی با فرماندهان محلی طالبان دارد؛ لذا ممکن است فرماندهان محلی طالبان به رهبران ارشد فشار وارد کرده یا اینکه مانع اخراج اعضای این جنبش از افغانستان شوند. «ژو یونگ بیائو» رئیس مرکز مطالعات افغانستان «دانشگاه لانژو» چین، معتقد است که اعضای «جنبش اسلامی ترکستان شرقی» هنوز از سطحی از نفوذ در افغانستان برخوردار هستند؛ لذا برای طالبان آسان نخواهد بود که رابطه خود را به‌طور کامل با همه اعضای این جنبش در افغانستان قطع کند چون این اقدام ممکن است سبب رنجش دیگر شبه نظامیانی شود که جزو حامیان این جنبش بوده‌اند‎.
1. ظرفیت طالبان برای مهار «جنبش اسلامی ترکستان شرقی» محدود است چون همه اعضا و رهبران این جنبش، در افغانستان، پاکستان سوریه و ترکیه پراکنده‌اند. ‏ «ژانگ ژیادونگ» استاد مرکز مطالعات آمریکا «دانشگاه فودان» شانگهای، در گفتگو با «گلوبال تایمز» گفت: «در سال‌های اخیر، جنبش اسلامی ترکستان شرقی محل زندگی خود را در خارج از کشور نیز تغییر داده است. تعداد دقیق اعضای این جنبش مشخص نیست اما اعضای اصلی آن در کشورهای پاکستان، سوریه و ترکیه زندگی می‌کنند. تعداد اعضای این گروه در سوریه بیشتر از افغانستان بوده و آنها طی سال‌های اخیر، تلاش کرده‌اند تا جلب توجه چندانی نداشته باشند‎.»
2. «جنبش اسلامی ترکستان شرقی» روابط نزدیکی با سازمان‌های بین‌المللی، از جمله القاعده، ایجاد کرده است. این در حالی است که القاعده نیز نفوذ زیادی روی طالبان دارد. القاعده از توانایی و منابع کافی برخوردار است تا بتواند در روند اخراج اعضای این جنبش از افغانستان اخلال ایجاد کند. در همین حال، ‏برخی سازمان‌های شبه نظامی مثل داعش خراسان نیز زاویه‌های ایدئولوژیک با طالبان ایجاد کرده‌اند. داعش خراسان اخیراً از یک جنگجوی اویغور برای انجام عملیات انتحاری در افغانستان استفاده کرد، فقط با این هدف که شکاف بین طالبان و ‏ «جنبش اسلامی ترکستان شرقی» را نشان دهد؛ بنابراین، این روند می‌تواند به چالشی برای طالبان بدل شود‎.
3. موضع اخیر طالبان برای پناه ندادن به «جنبش اسلامی ترکستان شرقی»، مغایر با برخی اصول اساسی آن است. نسخه جدید طالبان دربارهٔ این جنبش به راحتی قابل اجرا نیست. این تنها گذشت زمان است که مشخص خواهد کرد آیا موضع جدید طالبان قابلیت اجرا دارد یا خیر‎.

## شرکت در جنگ سوریه
علی‌رغم اینکه رهبران این گروه هدف خود را ایجاد دولت مستقل ترکستان شرقی در ولایت سین کیانگ در غرب چین اعلام کرده‌اند اما با توجه به روابط این گروه با القاعده تقریباً از سال ۲۰۱۳ و اوج گرفتن نبردها در سوریه، تروریست‌های عضو این گروه از طریق خاک ترکیه وارد سوریه شده و تحت عنوان حزب اسلامی ترکستان TIP شروع به فعالیت کردند. منطقه اصلی حضور نیروهای حزب اسلامی ترکستان شمال ولایت لاذقیه و مناطق غربی ولایت ادلب است. این گروه از لحاظ سازمانی به شکل مستقل فعالیت می‌کند اما خود را تابع و متحد گروه هیئت تحریرالشام به رهبری ابومحمد الجولانی می‌داند‎. اصلی‌ترین جبهه نبردی که هم‌اکنون نیروهای عضو این گروه در آن حضور دارند منطقه راهبردی کبانی است که ارتش سوریه ماه هاست که برای تصرف این منطقه در حال تلاش است‎.
.

## نیروهای حزب اسلامی ترکستان شرقی در افغانستان
در سالهای گذشته دولت چین همواره از خطر قدرت گرفتن گروه‌های تروریستی در شرق افغانستان و نزدیکی مرزهای این کشور ابراز نگرانی کرده است زیرا ایجاد یک منطقه خودمختار نظامی در شرق افغانستان و دایر شدن کمپ‌های آموزشی برای نیروهای اویغور در این کشور به منزله خطر بزرگی برای امنیت ولایت سین کیانگ چین و آغاز مجدد حملات تروریستی در سراسر خاک چین خواهد بود. ‏حملاتی که از ابتدای دهه ۹۰ میلادی تا کنون صدها کشته و زخمی را برای کشور چین به همراه داشته است‎. دولت چین می‌داند که آخر آمریکا با طالبان گرد یک میز نشسته فعالیتهای این گروه را بدست خود خواهد گرفت. تربیه این تروریستها مجدداً در بدخشان صورت گرفته از آنجا به چین سرایت خواهد نمود. . بدین لحاظ عساکر چینایی با دولت تاجکستان چندین مانورهای نظامی را انجام داده‌اند تا از فعالیت این گروه جلوگیری نمایند.

## عملیات‌های تروریستی گروه ETIP در خاک چین
اعضای این سازمان تروریستی تا کنون ۱۵ مورد حملات تروریستی را در خاک چین انجام داده‌اند. که ما جند تا آنرا بشما معلومات خواهیم داد.
۱. در ماه پریل ۱۹۹۰ میلادی نخستین حمله تروریستی توسط اعضای حزب اسلامی ترکستان شرقی انجام شد. حدود ۲۰۰ نفر از نیروهای این گروه با حمله به قریه Barenxiang در غرب چین ۶ نیروی پلیس چینی را به قتل رسانده و ۱۰ نفر را زخمی کردند‎. ‏ در مدت دو هفته پس از این عملیات کلیه تروریست‌های حاضر در حمله توسط نیروهای امنیتی چین کشته یا بازداشت شدند‎.
۲. دستگیری تروریستهای حمله کننده به قریه Barenxiang
‏۵ فبروری سال ۱۹۹۷ میلادی شورش گسترده نیروهای اویغور در ولایت سین کیانگ موجب کشته شدن ۷ غیرنظامی و زخمی شدن ۱۹۸ نفر از مردم منطقه و ‏۳۰ پلیس شد‎.
۳. روز ۵ ژوئیه ۲۰۰۹ میلادی بزرگ‌ترین و پرتلفات‌ترین حمله تروریستی گروه ETIP در شهر ارومچی به وقوع پیوست. این حملات که به شکل تیراندازی، ‏بمبگذاری و حمله به اماکن عمومی انجام شد، موجب کشته شدن ۱۵۵ شهروند چینی، ۱ نیروی پلیس و زخمی شدن ۱۷۰۰ نفر و نابودی ۳۳۱ مغازه و ۶۲۷ ‏خودرو شد. ۳۱ نفر از تروریست‌ها در این حمله توسط نیروهای امنیتی کشته شدند‎.
۴. در تاریخ ۱ مارس ۲۰۱۴ هشت نفر از اعضای جنبش اقدام به حمله به ایستگاه قطار شهر Kunming کردند که در این حملات ۲۹ شهروند کشته و ۱۴۳ نفر زخمی شدند. ۴ نفر از تروریست‌ها کشته و ۴ نفر نیز توسط پلیس دستگیر شدند‎.
‏۵. ۲۸ ژوئیه همین سال در یکی از بزرگ‌ترین حملات از نظر تعداد افراد حاضر، ‏بازار شهر Shache مورد حمله قرار گرفت که موجب کشته شدن ۳۷ نفر از شهروندان چینی شد. پس از ورود نیروهای پلیس به این منطقه ۵۹ نفر از تروریست‌ها کشته و ۲۱۳ نفر بازداشت شدند. ۴ نیروی پلیس چین طی این عملیات کشته شدند‎.
احتمال دخالت نظامی چین در خاک افغانستان یا سوریه
از سال ۲۰۱۴ تا کنون حملات تروریستی گروه حزب اسلامی ترکستان شرقی در خاک چین متوقف شده است و عمده فعالیت این گروه مربوط به جنگ سوریه و افغانستان بوده است. اما دولت چین همواره این سازمان را به عنوان خطری بزرگ برای امنیت ملی خود قلمداد کرده است‎.
در سالهای گذشته همواره اخبار و شایعاتی از احتمال ورود نیروهای خاص چین به شمال سوریه برای از بین بردن نیروهای عضو این گروه در خاک این کشور منتشر می‌شد اما این اخبار هیچگاه جنبه واقعیت به خود نگرفته است.